# FOMA
FOMA，全名Freedom of Mobile Multimedia Access，是日本流動電話通訊商NTT DoCoMo提供的3G服務品牌名稱。

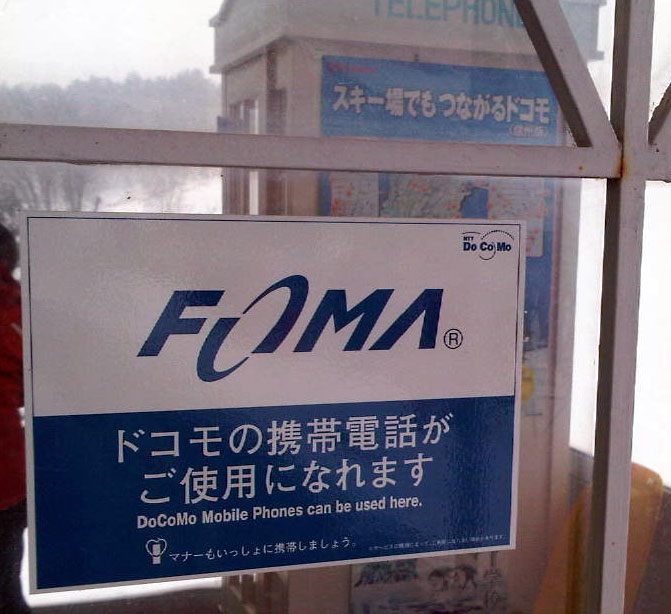
日本一個滑雪場內標示可使用FOMA流動電話

FOMA在2001年開始提供服務，當時是世界上首個WCDMA 3G網絡。FOMA與標準UMTS格式兼容，包括無線電連接與USIM卡皆可互換，提供國際漫遊服務的選擇，無需轉換手機。由於日本的流動電話服務比其他大部份國家先進，如FeliCa-i-Mode錢包手機、i-Mode流動數據服務等，要完全享受FOMA的優點需使用日本本土的手機。
由於早期的手機體積龐大，電量不足及服務覆蓋未完善，FOMA服務提供初期未受客戶歡迎；至2004年3月，由於全國網絡覆蓋成熟，包括地下鐵車站及主要大廈室內，及DoCoMo's 900i系列手機的推出，FOMA開始在銷量出現突破。至2005年夏季，FOMA有超過1500萬使用者並成為日本增長最快的流動電話網絡。

## FOMA Plus
FOMA Plus 使用800 Mhz頻譜，令郊區的網絡覆蓋更為完善，尤其在使用者與基站距離較遠的情況下。但800Mhz FOMA服務只可在郊區提供服務，因為800 Mhz頻譜亦被2G PDC服務使用。

## 外部連結
- FOMA 網站
- i-Mode 服務網站